# 충실한 함자와 충만한 함자
범주론에서 충실한 함자(忠實-函子, 영어: faithful functor)는 임의의 사상집합에 제한한 것이 단사 함수가 되는 함자를 말한다. 이것이 전사 함수인 경우에는 충만한 함자(充滿-函子, 영어: full functor)라고 한다.

## 정의
C와 D가 국소적으로 작은 범주이고, F가 C에서 D로의 함자라 하자. C의 임의의 대상 X와 Y에 대해 함수
{\displaystyle F_{X,Y}\colon \mathrm {Hom} _{\mathcal {C}}(X,Y)\rightarrow \mathrm {Hom} _{\mathcal {D}}(F(X),F(Y))}
가 생기는데, 이 FX,Y가 단사 함수일 때 F를 충실하다고 하고, 전사 함수일 때 F를 충만하다고 하고, 전단사 함수일 때는 충실충만하다(忠實充滿, 영어: fully faithful)고 한다.
범주 {\displaystyle C}의 부분 범주 {\displaystyle D}에 대하여, 포함 함자 {\displaystyle D\to C}가 충만한 함자라면, {\displaystyle D}를 충만한 부분 범주(영어: full subcategory)라고 한다. (부분 범주의 포함 함자는 항상 충실한 함자이다.)

## 같이 보기
- 범주의 동치